# Carpodectes nitidus
El cotinga níveo (Carpodectes nitidus), también denominado cotinga nivosa (en Costa Rica y Panamá) o cotinga nevada (en Honduras y Nicaragua), es una especie de ave paseriforme de la familia Cotingidae, una de las tres pertenecientes al género Carpodectes. Es nativo de la pendiente caribeña de América Central.

## Distribución y hábitat
Se distribuye desde el noroeste de Honduras, hacia el sur por Nicaragua y Costa Rica hasta el extremo oeste de Panamá. Hubo un avistamiento en el extremo oriental de Guatemala.
Esta especie aparentemente vaguea ampliamente en busca de frutos y puede ser de común a rara en un mismo local dentro de su hábitat natural: el dosel de selvas húmedas de tierras bajas y crecimientos secundarios altos adyacentes, hasta los 750 m de altitud.

## Sistemática

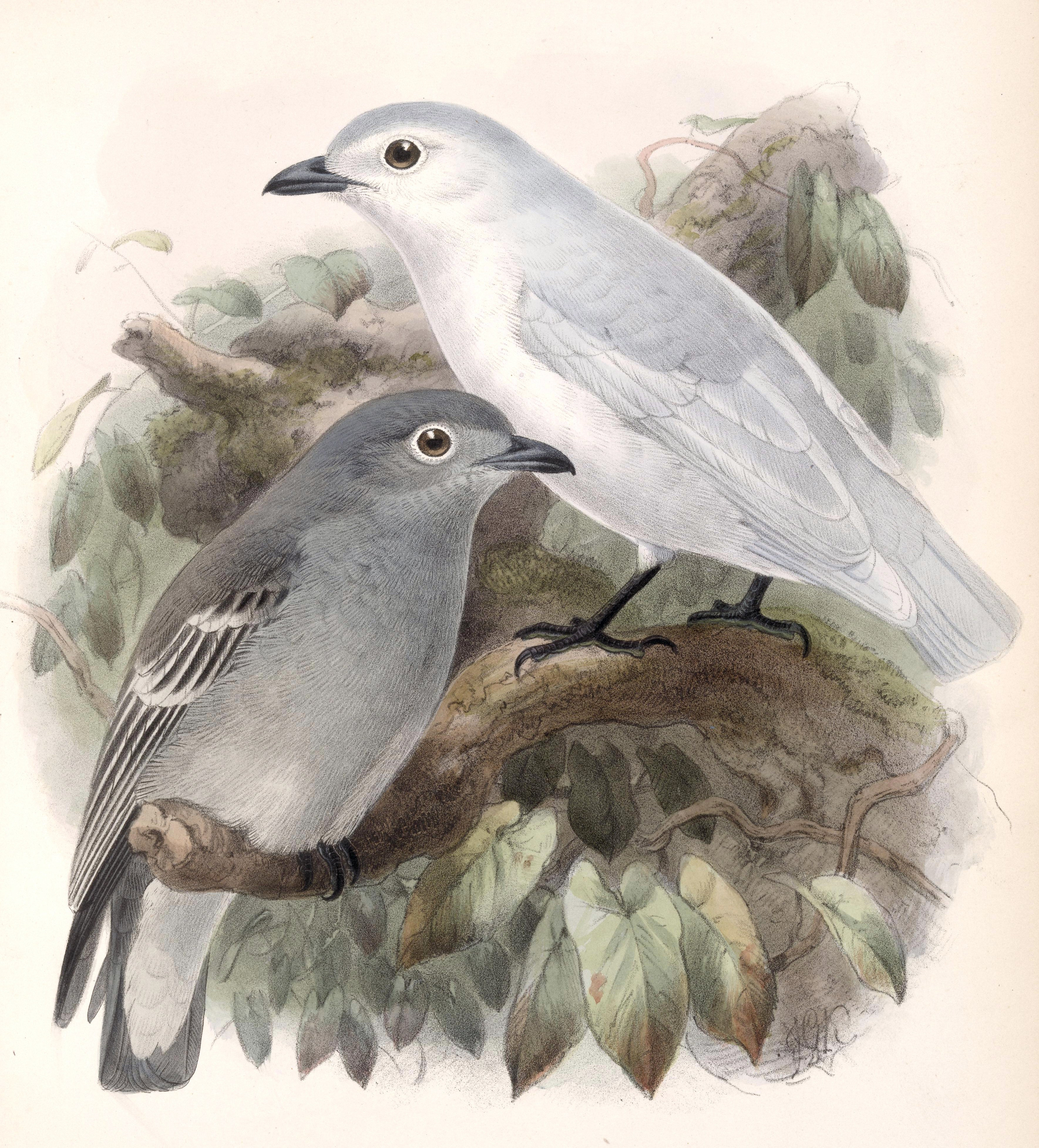
Carpodectes nitidus, hembra (adelante) y macho (atrás), ilustración de Keulemans para Biologia Centrali-Americana, 1902.

### Descripción original
La especie C. nitidus fue descrita por primera vez por el zoólogo británico Osbert Salvin en 1865 bajo el mismo nombre científico; su localidad tipo es: «Tucurrique, Costa Rica».

### Etimología
El nombre genérico masculino «Carpodectes» se compone de las palabras  del griego «karpos» que significa ‘fruta’, y «dēktēs» que significa  ‘picador’; y el nombre de la especie «nitidus», en latín significa ‘brillante’.

### Taxonomía
Los datos genéticos indican que esta especie es hermana de Carpodectes antoniae y el par formado por ambas es hermano de Carpodectes hopkei; las tres ya fueron consideradas conespecíficas. Es monotípica.